# Giro del Belgio 1935
Il Giro del Belgio 1935, ventiquattresima edizione della corsa, si svolse in sei tappe tra il 26 maggio e il 2 giugno 1935, per un totale di 1 524 km e fu vinto dal belga Jef Moerenhout.

## Tappe
| Tappa  | Data      | Percorso            | km    | Vincitore di tappa | Leader cl. generale |
| ------ | --------- | ------------------- | ----- | ------------------ | ------------------- |
| 1ª     | 26 maggio | Bruxelles > Liegi   | 245   | Louis Roels        |                     |
| 2ª     |           | Liegi > Lussemburgo | 262   | Gustave Danneels   |                     |
| 3ª     |           | Lussemburgo > Namur | 230   | Jef Moerenhout     |                     |
| 4ª     |           | Namur > Ostenda     | 274   | Emile Joly         |                     |
| 5ª     |           | Ostenda > Anversa   | 237   | LJozef Loopmans    |                     |
| 6ª     | 2 giugno  | Anversa > Bruxelles | 276   | Jef Moerenhout     | Jef Moerenhout      |
| Totale | Totale    | Totale              | 1 524 |                    |                     |

## Dettagli delle tappe

### 1ª tappa
- 26 maggio: Bruxelles > Liegi – 245 km

Risultati
| Pos. | Corridore      | Squadra        | Tempo    |
| ---- | -------------- | -------------- | -------- |
| 1    | Louis Roels    | Alcyon         | 7h17'16" |
| 2    | Frans Gurinckx | Depas          | ?        |
| 3    | Jef Moerenhout | Dilecta-Wolber | ?        |

### 2ª tappa
- Liegi > Lussemburgo – 262 km

Risultati
| Pos. | Corridore         | Squadra        | Tempo    |
| ---- | ----------------- | -------------- | -------- |
| 1    | Gustave Danneels  | Alcyon-Dunlop  | 8h11'03" |
| 2    | Arsène Mersch     | Dilecta-Wolber | ?        |
| 3    | Constant Struyven | Individuale    | ?        |

### 3ª tappa
- Lussemburgo > Namur – 230 km

Risultati
| Pos. | Corridore           | Squadra        | Tempo    |
| ---- | ------------------- | -------------- | -------- |
| 1    | Jef Moerenhout      | Dilecta-Wolber | 6h16'23" |
| 2    | Mathieu Cardeynaels | Victory        | ?        |
| 3    | H. Van Den Wyngaert | Individuale    | ?        |

### 4ª tappa
- Namur > Ostenda – 274 km

Risultati
| Pos. | Corridore     | Squadra        | Tempo    |
| ---- | ------------- | -------------- | -------- |
| 1    | Émile Joly    | Depas          | 8h41'11" |
| 2    | Maurice Croon | Oscar Egg      | ?        |
| 3    | Jules Geens   | De Dion-Bouton | ?        |

### 5ª tappa
- Ostenda > Anversa – 237 km

Risultati
| Pos. | Corridore      | Squadra        | Tempo    |
| ---- | -------------- | -------------- | -------- |
| 1    | Jozef Loopmans | Génial Lucifer | 6h33'53" |
| 2    | Léopold Gérard | Individuale    | ?        |
| 3    | Aimé Lievens   | Birma          | ?        |

### 6ª tappa
- 2 giugno: Anversa > Bruxelles – 276 km

Risultati
| Pos. | Corridore            | Squadra        | Tempo    |
| ---- | -------------------- | -------------- | -------- |
| 1    | Jef Moerenhout       | Dilecta-Wolber | 8h51'38" |
| 2    | Adolphe Braeckeveldt | Alcyon-Dunlop  | ?        |
| 3    | Jules Geens          | De Dion-Bouton | ?        |

## Classifiche finali

### Classifica generale
| Pos. | Corridore            | Squadra        | Tempo     |
| ---- | -------------------- | -------------- | --------- |
| 1    | Jef Moerenhout       | Dilecta-Wolber | 46h06'49" |
| 2    | Henri Garnier        | F.Pélissier    | a 2'12"   |
| 3    | Jean Wauters         | Alcyon-Dunlop  | a 6'18"   |
| 4    | Aimé Lievens         | Birma          | a 8'02"   |
| 5    | François Neuville    | Helyett        | a 11'40"  |
| 6    | Adolphe Braeckeveldt | Alcyon-Dunlop  | a 13'08"  |
| 7    | Guillaume Keteleer   | Individuale    | a 21'23"  |
| 8    | Jules Lowie          | Génial Lucifer | a 21'36"  |
| 9    | Jozef Loopmans       | Génial Lucifer | a 21'43"  |
| 10   | Mathieu Cardeynaels  | Victory        | a 26'02"  |